# Byeonggyul
Byeonggyul (병귤, [pʲʌŋ.ɡʲul]) trong tiếng Hàn Quốc và benjul (벤줄; /pen.dʑul/) trong tiếng Jeju, danh pháp hai phần: Citrus platymamma, là một loại quả cam quýt có nguồn gốc từ đảo Jeju, Hàn Quốc.

## Lịch sử
Hai cây byeonggyul cổ thụ ở Doryeon-dong được xem là báu vật của Jeju vào ngày 7 tháng 1 năm 1998; Tuy nhiên, một cây đã chết vào ngày 5 tháng 10 năm 2005. Cây còn lại được công nhận là Di sản thiên nhiên của Hàn Quốc vào ngày 13 tháng 1 năm 2011. Cây được xác định khoảng 250 tuổi và vị trí của cây tại số 21, đường Doryeon 6, thành phố Jeju, tỉnh Jeju (33°30′34″B 126°34′57″Đ / 33,509321°B 126,582428°Đ).
Năm 2010, vài cây byeonngyul 80 tuổi đã được cấy ghép vào vườn cây Geummul, một vườn cây ăn quả từng được quy hoạch để trồng các loại cam quýt cung cấp cho triều đình thời Joseon. Loại cam này đã biến mất khi triều đại kết thúc và được Trung tâm Công nghệ Nông nghiệp Seogwipo khôi phục vào năm 2010.

## Từ nguyên
Benjul (벤줄) trong tiếng Jeju và byeonggyul trong tiếng Hàn Quốc (병귤) là hai từ đồng nguyên. Chúng có cùng ký tự hanja: byeong (甁, "bình, lọ") và gyul (橘, "quả cam quýt").
Quyển Tamnaji, một biên niên sử của đảo Jeju do một thống đốc Joseon là Yi Wonjin xuất bản năm 1653, có đề cập đến byeonggyul bằng cách sử dụng tên gọi byeolgyul (tiếng Hàn: 별귤; Hanja: 別橘, "peculiar citrus"). Theo tác giả, loại quả này thường được gọi là byeonggyul, một từ ghép của byeong (병, "chai lọ") và gyul (귤, "cam quýt"), vì hình dạng quả thon dần về phía trên và giống như một jongji (Hàn tự: 종지, "cái bát nhỏ úp ngược").

## Mô tả
Bằng chứng bộ gen đã cho biết byeonggyul, cam ngọt và chanh đều có chung một tổ tiên. Byeonggyul có khả năng chống chịu khí hậu lạnh, bệnh tàn rụi và côn trùng tấn công tốt hơn các loại quả họ cam quýt khác.
Cây không gai phát triển cao 4–5 mét (13–16 ft) và tán rộng khoảng 2–2,5 mét (6 ft 7 in–8 ft 2 in). Cành cây dày, mỏng và thấp khiến cây có vẻ ngoài giống cây bụi. Lá có hình bầu dục với đầu nhọn, dài khoảng 6,5 cm (2,6 in) và rộng khoảng 2,5 cm (0,98 in). Hoa có tạo hình từ năm cánh hoa hình trứng màu trắng.
Giống như các loại cam quýt cùng họ hàng, quả byeonggyul có lớp vỏ lúm thơm. Quả có màu vàng đến vàng cam với phần đáy thon dài và phần cuối phình to, dài 72 mm (2,8 in) chiều dài và rộng 60 mm (2,4 in). Quả nặng khoảng 105 g (3,7 oz).

## Công dụng
Thịt quả thường được ăn tươi, vỏ có thể dùng tươi hoặc khô, nguyên quả hoặc bào vỏ. Vỏ tươi của byeonggyul được dùng làm gia vị hoặc trang trí cho tteok (bánh gạo) và các món ăn Hàn Quốc khác, trong khi vỏ khô thường được dùng để pha trà. Trà byeonggyul được dùng như một bài thuốc dân gian để điều trị các bệnh đường hô hấp, chán ăn hoặc các vấn đề tiêu hóa nhẹ.